# Ditlev Conrad Reventlow
 Ikke at forveksle med Conrad Ditlev Reventlow.
Ditlev Conrad Reventlow (6. april 1708 – 4. marts 1794 i Celle) var en dansk gehejmekonferensråd.

## Biografi
Han var søn af Ditlev Reventlow og Anna Margrethe von Jessen, blev immatrikuleret 1724 ved universitetet i Kiel, blev 1734 kammerjunker, var 1738-57 landfoged i Neuenburg i Oldenburg, blev 1747 konferensråd, 1750 kammerherre, 1754 landråd, 1765 overhofmester hos dronning Sophie Magdalene, blev 29. januar 1766 Hvid Ridder og samme år gehejmeråd. Oktober 1767 blev han ved grev Bothmers afgang beskikket til overhofmester hos dronning Caroline Mathilde, men afgik efter næppe et års tjeneste, da han afløstes af Christian Frederik Holstein og udnævntes til gehejmekonferensråd 1768. Hengivenheden for dronningen førte ham til Celle, hvor han i stor stilhed henlevede resten af sit liv. Han døde 4. marts 1794. 

## Familie
Reventlow ægtede 2. april 1748 i Achim Kirche Veronica Margaretha Clementine von Klinkowström (4. februar 1708 i Hannover - 2. december 1773 i Celle), datter af datter af general Balthasar von Klinkowström. Parret er begravet i en muret gravhvælving i samme kirke; han i en hvid marmorsarkofag, forsynet med det reventlowske våben, indskrift og ved fodenden en Psyke i siddende stilling; hun i en sarkofag af sort marmor med det forenede reventlow-klinkowströmske våben og indskrift.